# 남승민 (2002년)
남승민(2002년 3월 20일~)은 대한민국의 트로트 가수이다.

## 학력
- 팔룡중
- 마산중앙중학교
- 창신고등학교
- 백석예술대학교 실용음악과입학

## 출연 활동

### 드라마
- 2008년 SBS 《순결한 당신》 - 동자승 역
- 2009년 KBS 《천추태후》
- 2009년 KBS 《솔약국집 아들들》
- 2009년 MBC 《혼》
- 2010년 KBS 《근초고왕》
- 2010년 ~ 2011년 SBS 《아테나: 전쟁의 여신》

### 영화
- 2010년 쩨쩨한 로맨스 : 하모니 (단역)

### 방송
- 2020년 TV조선 《미스터트롯》
- 2020년 TV조선 《아내의 맛》
- 2020년 MBC 《공부가 머니》
- 2020년 TV조선 《신청곡을 불러드립니다 - 사랑의 콜센타》
- 2021년 KBS Entertain 《뽕디스파뤼》 (국제구호개발 NGO 굿피플)
- 2022년 KBS 아침마당 불후의명곡 가요무대
- 2022년 MBN 《불타는 트롯맨》
- 2024년 TV조선 《미스터트롯3》

### 광고
- 2020년 맥콜

## 앨범
- 2019년 정규 1집 《사랑하나로 / 인생사》
- 2020년 싱글 1집 《트위스트 킹》
- 2021년 싱글 2집 《지붕》
- 2022년 싱글 3집 《바보같은 사람》
- 2022년 싱글 4집 《욜로욜로》
- 2023년 싱글 5집 《세글》
- 2023.09.16. 디지털 싱글 《고마운 사랑아》

## 공연
- 2021.10.03. 《영텐 콘서트 - 전주》(전북대학교 삼성문화회관)

## 수상
- 2004년 OK 캐쉬백 베이비클럽 홍보모델상 입상
- 2007년 제5회 리틀모델선발제전 대상 수상
- 2014년 전국노래자랑 충북 영동군편 장려상
- 2017년 제7회 삼천포아가씨 가요제 특별상
- 2017년 제9회 청소년 트로트 가요제 동상 수상
- 2018년 제8회 삼천포아가씨 가요제 은상 수상
- 2018년 제1회 제천한방가요제 대상 수상
- 2019년 제4회 이호섭 가요제 대상 수상
- 2019년 섬진강 청소년 트로트 가요제 금상 수상
- 2019년 양산 청소년 트로트 가요제 장려상